# William Beechey

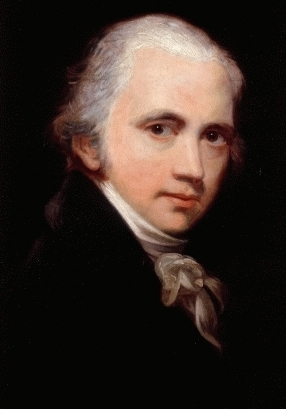
Sir William Beechey.

Sir William Beechey, född den 12 december 1753 i Burford, död den 28 januari 1839 i Hampstead, var en engelsk porträttmålare, far till Frederick William Beechey.
Beechey utbildades vid akademien i London, var därefter en tid sysselsatt som genre- och 
miniatyrmålare i London och Norwich, gick snart över till porträttfacket och svingade sig upp till så högt anseende med sine porträtt i naturlig storlek med väl träffad likhet, behaglig, något rödaktig kolorit och elegant anordning, att han blev hovets och den fina världens favoritmålare; han utnämndes till hovmålare, medlem av akademien och riddare - en ära, som dittills endast vederfarits Joshua Reynolds. Ryttarporträttet av Georg III, omgiven av sin stab vid en trupprevy i Hyde Park (1798, nu i Kensington Palace) anses för hans huvudverk.